# 速率常数
在化學動力學中，反應速率常數，又稱速率常數 k或 λ是化學反應速率的量化表示方式。
對於反應物A和反應物B反應成生成物C的化學反應，反應速率可表示成此式：
{\displaystyle {\frac {d[C]}{dt}}=k(T)[A]^{m}[B]^{n}}
k(T)是反應速率常數，會隨溫度改變。假設反應發生在固定容積內，[A]和[B]代表兩種反應物的莫耳濃度。
指數m和n稱為反應級數，取決於反應機理，可由實驗測定。將m和n相加，可得到反應的總級數。

## 溫度
阿瑞尼斯方程式顯示在反應進行時，反應速率和活化能之間的關係。反應常數可表達為
{\displaystyle k=Ae^{\frac {-E_{a}}{RT}}}
因此，若為一次反應，反應速率可寫成以下的形式：
{\displaystyle {\frac {d[C]}{dt}}=Ae^{\frac {-E_{a}}{RT}}[A]^{m}[B]^{n}}
Ea是活化能，R是氣體常數。因為溫度T的分子能量可依波茲曼分布求得，我們可預知能量大於Ea 的碰撞比例隨e-Ea/RT 變化，A 是指數前因子或頻率因子。

## 單位
速率常數的單位取決於反應的總級數。
- 對零級反應，速率係數的單位是mol L-1s-1 或 mol dm-3 s-1
- 對一級反應，速率係數的單位是s-1
- 對二級反應，速率係數的單位是Lmol -1s-1 或 mol-1 dm3 s-1
- 對n級反應，速率係數的單位是mol 1-nLn-1s-1 或 mol1-n dm3n-3 s-1